# مركز أبحاث الأراضي
مركز أبحاث الأراضي تأسس في القدس عام 1986 كأحد المراكز التابعة لجمعية الدراسات العربية التي أسسها وعمل على تطويرها فيصل الحسيني، وفي عام 1999 قام المركز بالتسجيل في دوائر السلطة الفلسطينية تحت قانون الجمعيات الخيرية والهيئات الأهلية كمنظمة غير حكومية مستقلة، وللمركز هيئة عامة مكونة من 24 عضو وهيئة إدارية مكونة من سبعة أعضاء يتم انتخابهم كل ثلاث سنوات، وللمركز فروع في الخليل وبيت لحم ونابلس.

## أهداف المركز
1. الحد من إجراءات الاحتلال ضد السكن والأرض والمياه.
2. تطوير المصادرالطبيعية والاقتصادية.
3. تطوير السياسات المحلية.
4. تنظيم المزارعين والتوعية المجتمعية.

## برامج المركز
1. برنامج حقوق الإنسان: يركز عمله على محاور توثيق انتهاكات الأراضي والحق في السكن والزراعة والبيئة.
2. برنامج إدارة الموارد الطبيعية: ويركز على تنفيذ مشاريع تطوير الأرض والتربة والزراعة والبيئة، بلاضافة إلى برامج توعية وتدريب تصب في التخصصات المذكورة.
3. برنامج الدراسات والأبحاث: إجراء أبحاث متخصصة في الزراعة والتربة والمياه والبيئة.

## أقسام المركز
- قسم مراقبة الانتهاكات الإسرائيلية.
- قسم الزراعة المستدامة.
- قسم البيئة والمياه.
- قسم الكمبيوتر ونظم المعلومات الجغرافية GIS.[2]